# Pteronycta fasciata
Pteronycta fasciata är en fjärilsart som beskrevs av Fawcett 1918. Pteronycta fasciata ingår i släktet Pteronycta och familjen nattflyn. Inga underarter finns listade.